# آلچفسک
آلچفسک (به اوکراینی: Алчéвськ) شهری در استان لوهانسک در کشور اوکراین واقع شده‌است. جمعیت این شهر ۱۰۶,۵۵۰ نفر (۲۰۲۱ تخمینی) است.